# باشگاه فوتبال ببرهای خوکیجا
ببرهای خوکیجا (انگلیسی: Xewkija Tigers F.C.)